# チープ・トリック (1997年のアルバム)
『チープ・トリック』（Cheap Trick）は、チープ・トリックが1997年に発表したアルバム。バンドのデビュー・アルバムと同名だが、内容は全く別物である。

## 解説
前作『蒼い衝動』（1994年）を最後に、バンドは本国アメリカではメジャー・レーベルとの契約を失う。バンドは、日本のビクターエンタテインメントから本作を先行発表して、2か月半後には、本国アメリカでもインディーズのRed Ant Recordsから発売された。
日本盤ボーナス・トラックの2曲のみスティーヴ・アルビニがプロデュースしており、これら2曲は、本国アメリカでは1997年2月25日にサブ・ポップからシングルとして発売された。

## 収録曲
特記なき楽曲はリック・ニールセン、ロビン・ザンダー、トム・ピーターソンの共作。
1. エニイタイム - "Anytime" - 4:36
2. ハード・トゥ・テル - "Hard to Tell" - 4:06
3. カーニヴァル・ゲーム - "Carnival Game" (Jerry Dale McFadden, Rick Nielsen, Tom Petersson, Robert Reynolds, Robin Zander) - 3:49
4. シェルター - "Shelter" (Jamie Mica, R. Nielsen, T. Petersson, R. Zander) - 4:12
5. ユー・レット・ア・ロッタ・ピープル・ダウン - "You Let a Lotta People Down" - 4:28
6. ベイビー・ノー・モア - "Baby No More" - 2:53
7. ヤー・ヤー - "Yeah Yeah" - 3:11
8. セイ・グッバイ - "Say Goodbye" - 3:34
9. ロング・オール・アロング - "Wrong All Along" - 2:17
10. エイト・マイルズ・ロウ - "Eight Miles Low" - 3:27
11. イット・オール・カムズ・バック・トゥ・ユー - "It All Comes Back to You" (Jerry Dale McFadden, R. Nielsen, T. Petersson, Robert Reynolds, R. Zander) - 3:41

### 日本盤ボーナス・トラック
1. ベイビー・トーク - "Baby Talk" - 3:37
2. ブロントザウルス - "Brontosaurus" (Roy Wood) - 4:37

## 参加ミュージシャン
- ロビン・ザンダー - ボーカル、リズムギター
- リック・ニールセン - リードギター、バッキング・ボーカル
- トム・ピーターソン - ベース、バッキング・ボーカル
- バン・E・カルロス - ドラムス

ゲスト・ミュージシャン
- Mike Beert - チェロ (on 4.)
- リッチー・カナータ - ピアノ (on 11.)